# Marco Mengoni
Marco Mengoni (Ronciglione, Viterbo, 25 de diciembre de 1988) es un cantautor italiano.
Alcanzó la fama en 2009, al ganar la tercera temporada de la versión italiana del concurso de talentos X Factor. Al año siguiente fue el tercer clasificado en el 60.º Festival de la Canción de San Remo con la canción Credimi Ancora. En 2010, lanzó sus dos primeros EPs y un álbum en vivo, Re Matto Live, el cual obtuvo disco de platino en Italia. Ese mismo año, se convirtió en el primer artista italiano en ganar el premio al Mejor Artista Europeo en los Premios MTV Europe Music Awards. Su primer álbum de estudio, Solo 2.0, fue lanzado en septiembre de 2011.
El 16 de febrero de 2013 fue proclamado ganador del 63.º Festival de la Canción de San Remo con la canción "L'essenziale", con la cual representó a Italia en el Festival de la Canción de Eurovisión 2013. En dicho concurso, obtuvo la séptima posición. En octubre de 2015, Mengoni fue proclamado ganador del premio MTV Europe Music Awards en la categoría Worldwide Act/Europe. Diez años después volvió a ganar el Festival de San Remo con "Due vite" y por tanto volvió a representar a su país en el Festival de la Canción de Eurovisión 2023 en Liverpool, obteniendo en esta ocasión el cuarto puesto.
Mengoni ha publicado siete álbumes, todos ellos éxitos de ventas en Italia, entrando también en las listas de Suiza y España.
Vive en Milán desde 2013.

## Inicios
Marco Mengoni nació en Ronciglione, un pequeño pueblo del Lacio, siendo el único hijo de Maurizio Mengoni y Nadia Ferrari (1964-2024). Desde pequeño sintió una fuerte atracción por la música, cantando a escondidas debido a su autodeclarada -y a veces evidente- timidez. En una ocasión sus padres lo escucharon cantar y, a los 14 años, mientras asistía al Istituto per il Design, lo inscribieron en una escuela de canto y piano, y su profesora decide incorporarlo a un quinteto vocal que cantaría en pianobares.
A los 16 años comenzó su carrera como solista, formando luego una banda donde comienza a escribir y a participar en cástines. A los 19 años se mudó a Roma, donde se matriculó en la Università di Lingue (estudió un semestre de Lengua y Literatura Extranjera), y comienza a trabajar en algunos estudios de grabación como técnico y programador. En 2013 se mudó definitivamente a Milán y se inscribe en la SIAE (Società Italiana degli Autori ed Editori), donde registra un total de 22 composiciones musicales.
Luego de recorrer varias casas discográficas ofreciendo su material sin una respuesta positiva, tomó la decisión de audicionar para el programa de talentos X Factor, en 2009.

## Carrera musical

### X Factor
En 2009 se presentó a las audiciones del talent show italiano X Factor. Su categoría (16-24 años) estaba asesorada por Morgan, y Mengoni fue elegido como uno de los 4 mejores concursantes de Morgan por lo que pasó a actuar en las galas en directo.
Durante las galas en directo, interpretó canciones de estilos muy diversos, incluyendo "Back in Black" de AC/DC, "Man in the Mirror" y "Billie Jean" de Michael Jackson, "Almeno tu nell'Universo" de Mia Martini, "Helter Skelter" de The Beatles, "Kiss" de Prince, "Ashes to Ashes" de David Bowie y "My Baby Just Cares for Me" de Nina Simone. Como resultado, recibió las felicitaciones de varios cantantes célebres como Mina, Giorgia, Elisa, y Adriano Celentano.
Fue anunciado como ganador el 2 de diciembre de 2009, ganando un contrato discográfico por valor de 300.000 €.

### Después deX Factor:Dove si volaandRe matto
Su primer EP, titulado Dove si vola, fue publicado el 4 de diciembre de 2009. Contenía su primer sencillo "Dove si vola", otra canción original titulada "Lontanissimo da te", y 5 versiones interpretadas en X Factor. El EP alcanzó el número 9 en la lista oficial de álbumes de Italia y recibió el disco de platino.
En febrero de 2010 participó en la 60.ª edición del Festival de la Canción de San Remo con la canción "Credimi Ancora", y acabó en tercer lugar en el concurso. "Credimi Ancora" llegó consecuentemente al número 3 en la lista de ventas italiana y se incluyó en el segundo EP de Mengoni, titulado Re matto y publicado el 17 de febrero de 2010. El EP de 7 canciones contenía también los sencillos "Stanco (Deeper Inside)" y "In un giorno qualunque".
En 2010 ganó el premio TRL en la categoría "MTV Man of the Year" (Hombre del Año) y el premio de los MTV Europe Music Awards en la categoría "Mejor Artista Europeo", después de ser elegido "Mejor Artista Italiano".
Su primera gira, Re matto tour, comenzó el 3 de mayo de 2010 y consistió en 56 conciertos de dos horas a lo largo de Italia. Se publicaron un CD y un DVD de esta gira con el título Re matto live el 19 de octubre de 2010. El álbum llegó al número uno en ventas en Italia y fue certificado con un disco de platino.

### 2011:Solo 2.0
El 2 de septiembre de 2011 Mengoni publicó el sencillo "Solo (Vuelta al ruedo)", precediendo su primer álbum LP de estudio, titulado Solo 2.0. Mengoni coescribió la mayoría de canciones del álbum, trabajando con compositores que incluían los cantautores italianos Neffa y Dente. Influenciado por la música electrónica y la música rock, el álbum también incluía colaboraciones con el grupo de a cappella italiano Cluster y la orquesta dirigida por Fabio Gurian.
Publicado el 27 de septiembre de 2011, Solo 2.0 debutó en el número uno en la lista oficial de álbumes de Italia. Para promocionar el álbum, Mengoni inició una nueva gira por Italia, Solo 2.0 Tour, cuyo primer concierto due el 26 de noviembre de 2011 en Milán.
El 24 de abril del año siguiente publica el EP digital Dall'inferno.

### 2013: Festival de San Remo, Festival de Eurovisión y nuevo álbum
El 13 de diciembre de 2012 se confirma su participación en el Festival de la Canción de San Remo 2013 con las canciones "Bellissimo" (escrita por Gianna Nannini y Pacífico y compuesta también por Nannini con Davide Tagliapietra) y "L'essenziale" (escrita por Mengoni junto a Roberto Casalino y Francesco De Benedittis y compuesto por estos dos últimos). En la final de San Remo celebrada el 16 de febrero de 2013 es proclamado vencedor del festival con la canción "L'essenziale". En el transcurso de la final se anuncia asimismo que representaría a Italia en el Festival de la Canción de Eurovisión 2013 que se celebraría en Malmö (Suecia) el 18 de mayo de 2013. Marco Mengoni también contribuye a elegir la canción de El sueño de Morfeo "Contigo hasta el final", tema representante de España, ejerciendo como miembro del jurado en la gala decisiva de la canción.
Posteriormente se decide que la canción con la que Mengoni competirá en Eurovisión será una versión de tres minutos de "L'essenziale". En la final de Eurovisión celebrada el 18 de mayo en Malmö, Suecia, Mengoni obtiene el 7º lugar de entre 26 participantes con 126 puntos.
A una semana de la publicación, "L'essenziale" debuta en la primera posición en la lista de ventas digitales de la FIMI y consigue un certificado de disco de Multi platino, por vender 60.000 copias digitales. El 19 de marzo de 2013 Mengoni lanza su tercer álbum, grabado entre Milán y Los Ángeles titulado #Prontoacorrere, el cual alcanza el certificado de Platino a las pocas semanas de su lanzamiento.
En 2014 comienza a promocionar en España su sencillo "Incomparable", la adaptación al castellano de "L'essenziale".

### 2015: Parole in Circolo 1UNO/DI2DUE
El nuevo y esperado disco de estudio de Marco Mengoni llamado Parole in Circolo 1UNO/DI2DUE es publicado el 13 de enero de 2015. A fines del año 2015 se espera la segunda parte del disco, Parole in Circolo 2DUE/DI2DUE. Este primer disco ha sido precedido por el sencillo "Guerriero", que fue publicado el 21 de noviembre de 2014, y que debutó en los primeros lugares de popularidad de las hitparade italianas con más de un millón de visualizaciones en Youtube en una semana. También se lanzó, en esa misma fecha el sencillo "Se Sei come Sei", disponible para su descarga digital desde el 2 de enero de 2015.
El videoclip de "Guerriero" fue grabado en Trentino y codirigido por Cosimo Alemà junto con el mismo Mengoni. 
En febrero de 2015, lanzó el segundo sencillo "Esseri Umani" y en mayo de 2015, "Io ti Aspetto", tema de estilo electrónico bailable. De este último hit, se lanzó en julio de 2015 el disco Io ti Aspetto Remix, con siete versiones remixadas por reconocidos DJ's y productores que trabajan con música electrónica, hip hop, house, bass music, new wave y underground, con nombres que van desde Mauro Ferrucci, Tommy Vee, Keller, Edo Marani, Dj Ross y Max Savietto, Keejay Freaks, ReLoud hasta Grizzly Brothers. El disco también incluye cinco versiones extendidas del tema. El lanzamiento del primer corte, remixado por DJ Tess, se realizó de forma exclusiva a través de la App Marco Mengoni.
Entre el 7 y el 23 de mayo de 2015, el artista realizó la gira nacional #MENGONILIVE2015, con diez fechas. En nueve de estos conciertos se agotaron las entradas un par de semanas antes del evento.

### Parole in Circolo 2DUE / DI2DUE Le Cose che non Ho / Liberando Palabras
El 9 de octubre de 2015, Mengoni lanzó un adelanto del primer sencillo y videoclip de "Ti ho Voluto Bene Veramente", del disco Parole in Circolo 2DUE/DI2DUE, Le Cose che non Ho, que fue lanzado oficialmente el 4 de diciembre de 2015. Precedido de gran expectación gracias al teaser, el viernes 16 de octubre de 2015 se estrenó el sencillo y videoclip completo de esta balada escrita por el mismo Mengoni junto con Fortunato Zampaglione y producida por Michele Canova, y cuyo video fue grabado en Islandia. El videoclip logró 3.000.000 de visualizaciones en el canal MarcoMengoniVEVO en una semana, y sigue en aumento, con un promedio de alrededor de 300.000 visualizaciones diarias. Este clip pretende ser sólo el primer capítulo de un corto que continuará con los sucesivos clips que el artista lance.
A fines de octubre de 2015 se anunció la lista de presentaciones en vivo del #MENGONILIVE2016, desde el 28 de abril al 21 de mayo, con doce fechas programadas por toda Italia. 
En 2016 Marco Mengoni lanza el disco "Liberando Palabras", versión española de "Parole In Circolo". El primer sencillo fue "Invencible".

### Atlántico
Atlántico es el quinto álbum de estudio lanzado el 30 de noviembre de 2018. 
Precedido por el lanzamiento el 19 de octubre de 2018 de dos singles simultáneamente tanto en lengua italiana como española con los títulos de "Voglio/Quiero" y "Buena Vida/Buona Vita" como primicia de la producción tras su ausencia de dos años.
El 29 de octubre a las 9:00 p. m. hora de Italia, Marco Mengoni reveló el nombre del álbum a través de su cuenta de Instagram con un pequeño mensaje: "Después de años particularmente intensos con dos álbumes a una corta distancia, decidí desconectar todo para tomarme un tiempo, viajar, tiempo para vivir. Necesitaba experiencia, saber, ver, trabajé dos años en este proyecto. Dos años completos. Cuando pensé en cómo sería correcto definirlo, recordé cuántas veces en mis viajes, había cruzado el Atlántico y fue en ese momento cuando entendí que era el título, un contenedor de vida, un océano."

### 2023: Vuelta a San Remo y Eurovisión
En 2023, diez años después de su primer triunfo, ganó el 73.º Festival de la Canción de San Remo con "Due vite", lo que le valió el derecho a representar a Italia nuevamente en el Festival de la Canción de Eurovisión 2023, celebrado en Liverpool. En esta ocasión obtuvo el cuarto puesto, siendo uno de los más votados tanto por los jurados como el televoto. 

## Filmografía
| Año  | Proyecto    | Personaje      | Notas            |
| ---- | ----------- | -------------- | ---------------- |
| 2012 | The Lorax   | Once-ler       | Actor de Doblaje |
| 2019 | Klaus       | Jesper         | Actor de Doblaje |
| 2019 | El rey león | Simba (Adulto) | Actor de Doblaje |

## Discografía

### Álbumes

#### Álbumes de estudio
- Solo 2.0 (2011)
- #PRONTOACORRERE (2013)
- Parole in Circolo 1UNO/DI2DUE (2015)
- Parole in Circolo 2DUE/DI2DUE Le Cose che non Ho (2015)
- Liberando Palabras - (Para España, Latinoamérica y México) (2016)
- Atlántico (2018)
- Atlántico - álbum en español (2019)
- Materia (Terra) (2021)

#### Álbumes en vivo
- Re matto live (2010)

### EP
- Dove si vola (2009)
- Re matto (2010)
- Dall'inferno (2012)
- Pronto a correre Spain (2014)

## Giras
- 2010: Re Matto Tour
- 2011: Solo Tour 2.0
- 2012: Tour Teatrale
- 2013: L'essenziale Anteprima Tour - L'Essenziale Tour[40]
- 2015: Parole in Circolo Tour #MENGONILIVE2015
- 2016: #MENGONILIVE2016
- 2025: Marco negli Stadi

## Premios y reconocimientos

### Premios
- 2009:
  - Vencedor y premio de la crítica en X Factor 3

- 2010:
  - Wind Music Award- CD Platino por el EP Dove si Vola
  - Wind Music Award- CD Platino por el EP Re matto
  - TRL Award como MTV Man of the Year
  - MTV Europe Music Award como Best Italian Act
  - MTV Europe Music Award como Best European Act

- 2011:
  - Wind Music Award como Premio CD Platino per l'album live Re matto live
  - Wind Music Award como Premio Digital Songs Platino por el sencillo "Credimi Ancora"
  - Wind Music Award come Premio Digital Songs Platino por el sencillo "In un Giorno Qualunque"

- 2012:
  - TRL Award como Super Man Award
  - Premio especial Leggio d'Oro como Voz Revelación Cartoon por el doblaje de Onceler en al película animada "El Lorax- En Busca de la Trúfula Perdida"

- 2013:
  - Vencedor del Festival de Sanremo 2013 con la canción "L'Essenziale"
  - Targa nella Strada del Festival de Sanremo en Via Matteotti a Sanremo, por la canción L'essenziale
  - Wind Music Award como Premio Digital Songs Multiplatino per il singolo L'essenziale
  - Wind Music Award como Premio CD Platino per l'album in studio Pronto a correre
  - MTV Award como Air Action Vigorsol Super Man
  - MTV Award como Artist Saga
  - Eurovision Song Contest Radio Award como Best Male Act
  - MTV Europe Music Awards 2013 como Best Italian Act e Best South Europe Act
  - Connect4Climate Global Leader Award
  - Eurosong Awards 2013 como Meilleur chanson de l'année per il singolo L'essenziale
  - Eurosong Awards 2013 como Meilleur artiste masculin de l'année
  - Eurosong Awards 2013 como Meilleur album de l'année per l'album Pronto a correre
  - Premio Roma Videoclip en la sección Il cinema incontra la música por L'essenziale
  - Best Show Pepi Morgia 2013 por L'essenziale Tour

- 2014:
  - Mejor evento del año en los Rockol Awards 2013 por la victoria en el Festival de Sanremo 2013
  - Mejor Tour en los OnStage Awards 2013 por L'essenziale Tour
  - Sanremo Hit Award como Airplay TV por L'essenziale
  - Mejor Cantante Italiano ai Nickelodeon Kids' Choice Awards
  - Music Awards 2014 como Premio CD Multiplatino por el álbum Pronto a Correre
  - MTV Award como Sammontana Best Fans
  - MTV Award como Artist Saga
  - MTV Award como Vogue Best Look
  - MTV Awars como Twitstar
  - MTV Summer Clash 2014
  - Best Italian Male Artist Award Voted Online ai World Music Awards

- 2015:
  - Premio al Senato come punto di riferimento dei giovani e personaggio più seguito
  - Wind Music Award come Premio CD Multiplatino per l'album Parole in circolo
  - Wind Music Award come Premio Singolo Multiplatino per il singolo Guerriero
  - MTV Award come Super Man
  - MTV Award come Best Performance
  - MTV Award come Artist Saga
  - MTV Europe Awards come Best Italian Act
  - MTV Europe Awards come Best WorldWide Act: Europe

- 2023:
  - Vencedor del Festival de Sanremo 2023 con la canción "Due vite"

### Nominaciones
- 2013:
  - Nomination agli MTV Awards 2013 come Best Fan
  - Nomination ai World Music Awards come Best Song per il singolo L'essenziale
  - Nomination ai World Music Awards come Best Male Artist
  - Nomination ai World Music Awards come Best Entertainer of the Year
  - Nomination ai World Music Awards come Best Live Act
  - Nomination ai World Music Awards come World's Best Album per Pronto a correre e Pronto a correre - Il viaggio
  - Nomination ai World Music Awards come World's Best Video per Pronto a correre, Pronto a correre - Il viaggio e L'essenziale
  - Nomination agli MTV Europe Music Awards 2013 come Best Worldwide Act
  - Nomination ai Medimex 2013 come Miglior Album per l'album in studio Pronto a correre
  - Nomination ai Medimex 2013 come Miglior Tour per L'essenziale Tour
  - Nomination ai Medimex 2013 come Miglior Videoclip per il video musicale de L'essenziale
  - Nomination all'Eurosong Awards 2013 come Meilleur voix de l'année[168]

- 2014:
  - Nomination ai Rockol Awards 2013 come Miglior album italiano con Pronto a correre
  - Nomination ai Rockol Awards 2013 come Miglior singolo italiano con L'essenziale
  - Nomination ai Rockol Awards 2013 come Miglior video italiano con L'essenziale
  - Nomination ai Rockol Awards 2013 come Miglior Concerto/Festival/Tour italiano
  - Nomination all'Eurosong Awards 2013 come Meilleur sélection nationale de l'année per Festival di Sanremo

- 2015:
  - Candidatura a #SanremoLeague con il brano L'essenziale

## Estilo musical e influencias
Según Luca Benedetti de Il Corriere della Sera, Mengoni tiene una voz típicamente soul, con tonos de pop-rock. Este tono es descrito por Maurizio Porro como "una especie de maullido cautivador".
Su voz se encuentra dentro del rango de tenor lírico/ tenor ligero. Posee un hermoso registro medio que suena alto y claro, mientras que sus notas bajas son profundas y cálidas. Es una voz única y envolvente que ha logrado cautivar a quien se ha encontrado con su música.
A fines del año 2009, Mengoni definió su estilo musical como "British/black". En varias entrevistas, el artista ha declarado que su influencia más relevante es la banda The Beatles. Mengoni también ha mencionado a David Bowie, Michael Jackson y Renato Zero entre sus influencias más poderosas.